# Sonoya Mizuno
Sonoya Mizuno (anhörenⓘjapanisch ミズノ・ソノヤ Mizuno Sonoya; * 1. Juli 1986 in der Präfektur Tokio, Japan) ist eine britisch-japanische Schauspielerin, Tänzerin und Model.

## Leben und Wirken
Mizuno ist in Tokio geboren, jedoch in Somerset in England aufgewachsen. Sie hat als Kind die Royal Ballet School besucht. Bis zum Abschluss an der Royal Ballet School arbeitete sie in verschiedenen Ballet-Kompanien, einschließlich des Semperoper Balletts in Dresden, des Ballet Ireland, des New English Ballet Theatre und des Scottish Ballet.
Wegen ihrer Unzufriedenheit über ihre Ballettkarriere hat sie im Alter von 20 Jahren mit dem Modelling begonnen. Sie war Modell für Chanel, Alexander McQueen, Yves Saint Laurent und Louis Vuitton.
Im Jahr 2014 arbeitete Mizuno mit dem portugiesischen Choreographen Arthur Pita zusammen. Sie trat in seinem Tanztheater The World's Greatest Show bei Greenwich Dance und im Royal Opera House auf.
Mizuno hatte ihr Filmdebüt in Alex Garlands Science-Fiction-Thriller Ex Machina, der im Januar 2015 in Großbritannien erschien. Außerdem tritt sie in dem Tanzfilm StreetDance: New York (High Strung) auf, der 2016 erschienen ist. Ferner war sie 2016 in La La Land zu sehen.

## Filmografie (Auswahl)
- 2012: Venus in Eros
- 2015: Ex Machina
- 2016: The Chemical Brothers – Wide Open ft. Beck (Musikvideo)
- 2016: StreetDance: New York (High Strung)
- 2016: La La Land
- 2017: Die Schöne und das Biest (Beauty and the Beast)
- 2018: Auslöschung (Annihilation)
- 2018: All About Nina
- 2018: The Domestics
- 2018: Crazy Rich (Crazy Rich Asians)
- 2018: Maniac (Fernsehserie)
- 2019: Ambition
- 2020: Devs (Fernsehserie)
- 2022: Am I OK?
- seit 2022: House of the Dragon (Fernsehserie)
- 2023: Shortcomings
- 2024: Civil War
- 2024: Terminator Zero (Miniserie, Stimme)
- 2025: Deep Cover